# Rezafungina
La rezafungina, comercializada bajo la marca Rezzayo, es un medicamento antifúngico utilizado para tratar la candidiasis invasiva, incluida la candidemia. Específicamente se utiliza en adultos con pocas o ninguna opción de tratamiento alternativa. Este medicamento se administra mediante inyección lenta en una vena.
Los efectos secundarios de este medicamento incluyen niveles bajos de potasio, fiebre, diarrea, náuseas, niveles bajos de magnesio, dolor abdominal y estreñimiento; otros efectos secundarios pueden incluir reacciones a la infusión, sensibilidad al sol y problemas hepáticos. La seguridad durante el embarazo de este medicamento no está claro. Pertenece a la clase de medicamentos de las equinocandinas.
Este medicamento fue aprobado para uso médico en los Estados Unidos en 2023. Se espera que esté disponible en los Estados Unidos en el verano de 2023. Recibió la designación de medicamento huérfano en Europa en el 2021.